# Lemniscomys macculus
Lemniscomys macculus es una especie de roedor de la familia Muridae.

## Distribución geográfica
Se encuentra en República Democrática del Congo, Etiopía, Kenia, Sudán del Sur, Uganda, y, posiblemente, Ruanda.

## Hábitat
Su hábitat natural son: sabanas y pastizales húmedos de tierras bajas subtropicales o tropicales estacionalmente húmedos o inundados.